# Copús
El copús es uno de los platos más conocidos de la gastronomía piurana, cocina destacada dentro de la gastronomía peruana.

## Descripción
El copús es una reunión de ingredientes que se cuecen al horno bajo tierra, siendo similar a la pachamanca y a la huatia con la diferencia que el horno es sellado con mantas y arcilla, y las carnes son cocinadas dentro de una olla de barro.
Se elabora con plátanos de freír maduros, camotes y carnes sazonadas de gallina, pavo, chivo y carnero.
Se suele consumir en diversos tipos de celebraciones comunales, como bodas, bautizos y ritos religiosos.